# Préaux (Senna Marittima)
Préaux è un comune francese di 1 674 abitanti situato nel dipartimento della Senna Marittima nella regione della Normandia.

## Società

### Evoluzione demografica
Abitanti censiti